# جیکاس
جیکاس (انگلیسی: GECAS) شرکت خدمات مالی آمریکایی است، که در سال ۱۹۶۷ توسط شرکت جی‌ای کپیتال تأسیس شد.